# Piotr Cieśla
Piotr Cieśla   (Gdańsk, 16 de gener de 1955) fou un jugador d'handbol polonès que va competir durant la dècada de 1970.
El 1976 va prendre part en els Jocs Olímpics de Mont-real, on va guanyar la medalla de bronze en la competició d'handbol.